# Пјане Фаваро V (Кјети)
Пјане Фаваро V (итал. Piane Favaro V) је насеље у Италији у округу Кјети, региону Абруцо.
Према процени из 2011. у насељу је живело 8 становника. Насеље се налази на надморској висини од 36 м.